# Quebrada Hornillos
La quebrada Hornillos es un curso de agua intermitente que fluye en la Región de Coquimbo, es costera y queda entre los ríos Limarí y el Choapa. Limita al norte con otras cuencas pequeñas como las Corgonia, Pescador y Almendro y al sur con las hoyas costeras de Amolanas y las Palmas. Todas ellas incluidas en el registro 046 del inventario de cuencas de Chile. Al este limita con la cuenca de la quebrada Almendro y con afluentes del norte del estero La Canela, del río Choapa,

## Trayecto
La quebrada tiene su inicio de la unión de varias quebradas cortas a unos 13 km de la costa. A su paso por la ruta 5 está el pueblo Hornillos (Coquimbo). Tras 4 km de camino hacia el NO gira hacia el oeste y recibe a su principal tributario, generalmente seco, y continua un camino sinuoso por 9 km.
La quebrada Hornillos corta un profundo cañón de salida a través de las serranías de la costa.
La quebrada Hornillos y la quebrada del Teniente pertenecen a las quebradas costeras ubicadas entre el río Limarí y el río Choapa. Limitan al este con la cuenca del estero Punitaqui (afluente del Limarí) y con el estero Canela (afluente del Choapa).

## Caudal y régimen
No lleva aguas superficiales, salvo en caso de precipitaciones intensas sobre la faja costera.: 284 

## Historia
Luis Risopatrón lo describe en su Diccionario Jeográfico de Chile: 397 
Hornillo (Quebrada de) 31° 07’ 71° 41'. Nace en las faldas N del cerro Pellin, corre hacia el W i desemboca en la ribera del mar, entre la punta Gruesa i la caleta Morritos. 129; i 156; i Hornillos en 1, XXX, carta 171.